# Siergiej Głuchow
Siergiej Andriejewicz Głuchow (ros. Сергей Андреевич Глухов; ur. 12 stycznia 1995 w Troicku) – rosyjski curler, wicemistrz świata juniorów, czterokrotny uczestnik mistrzostw świata, w tym dwukrotnie jako skip.

## Biografia
Mieszkał w Czelabińsku. Początkowo trenował tenis, jednak w Czelabińsku nie było odpowiednich warunków do rozwoju w tej dyscyplinie, a jego rodziców nie było stać na wysłanie syna do Moskwy, gdzie mógłby kontynuować karierę tenisisty. Za namową ojca, który poznał trenera curlingu Efima Żydielewa, 15-letni Siergiej zaczął uprawiać tę dyscyplinę.
Studiował zarządzanie w sporcie na Uralskim Uniwersytecie Wychowania Fizycznego.

## Udział w zawodach międzynarodowych

### Kariera juniorska
Dwukrotnie startował w mistrzostwach świata juniorów. W 2013 jako trzeci z drużyną Jewgienija Archipowa wywalczył srebrny medal. W 2014 jako skip rosyjskiej reprezentacji zdobył 7. miejsce.

### Kariera seniorska
W 2014 po raz pierwszy wystąpił na mistrzostwach świata jako trzeci w zespole Jewgienija Archipowa. Drużyna zajęła wówczas 11. miejsce.
W 2017 z drużyną Aleksieja Timofiejewa bez powodzenia wziął udział w turnieju kwalifikacyjnym na Zimowe Igrzyska Olimpijskie 2018. Również na tym turnieju wystąpił jako trzeci. W tym samym roku był rezerwowym drużyny Aleksieja Timofiejewa na mistrzostwach Europy, gdzie Rosjanie zajęli 6. miejsce.
W 2018 po raz kolejny znalazł się w reprezentacji Rosji na mistrzostwa świata. Zagrał wówczas jako trzeci drużyny Aleksieja Timofiejewa, ostatecznie 9 zespołu turnieju.

### Skip reprezentacji Rosji
Od 2019 jest skipem seniorskiej reprezentacji Rosji na imprezach międzynarodowych rangi mistrzowskiej. Stał na czele rosyjskiej drużyny na Mistrzostwach Europy 2019, która uplasowała się na 9 pozycji.
Dwukrotnie był również skipem na mistrzostwach świata. W 2019 prowadzony przez niego zespół zajął 9 pozycję. Wystąpił także na mistrzostwach w 2021, na których Rosjanie zajęli 4. miejsce.